# Kolegiata św. Marii Magdaleny w Poznaniu

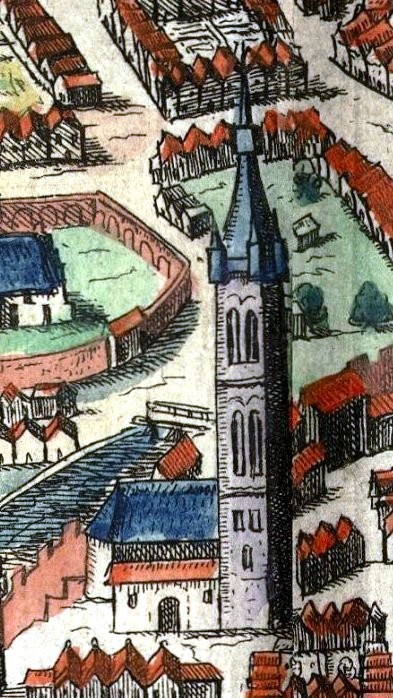
Kolegiata około 1617 widziana z północy, fragment ilustracji z IV tomu Civitates Orbis Terrarum. Theatri praecipuarum totius mundi urbium liber sextus. autorstwa Fransa Hohenberga i Georga Brauna wydanego w Kolonii w 1618

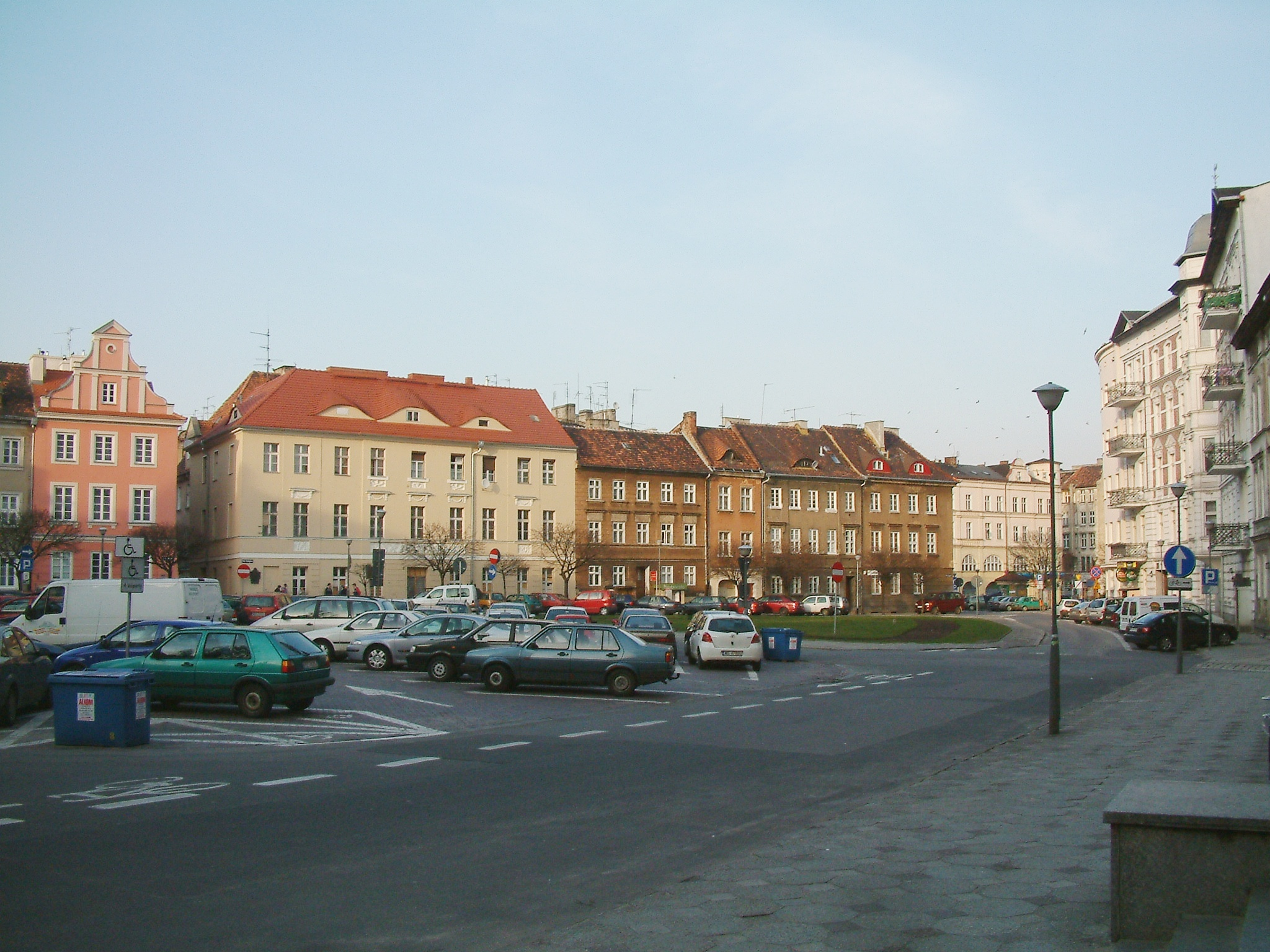
Plac Kolegiacki, na którym niegdyś stała kolegiata

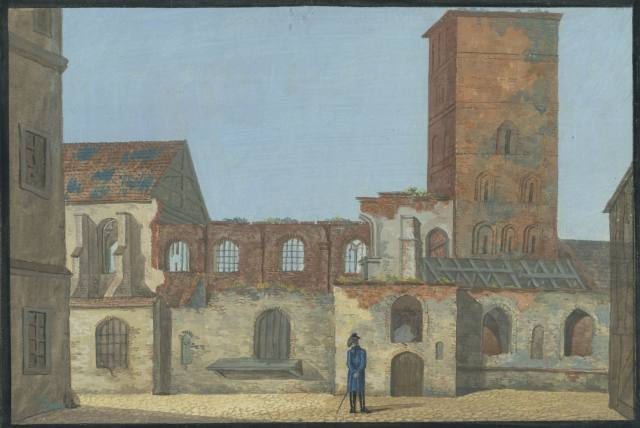
Ruiny kolegiaty na gwaszu Karola Albertiego z 1798 roku

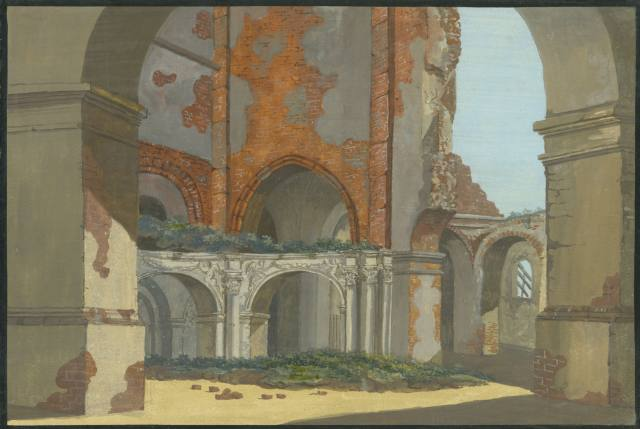
Ruiny kolegiaty na gwaszu Karola Albertiego z 1798 roku

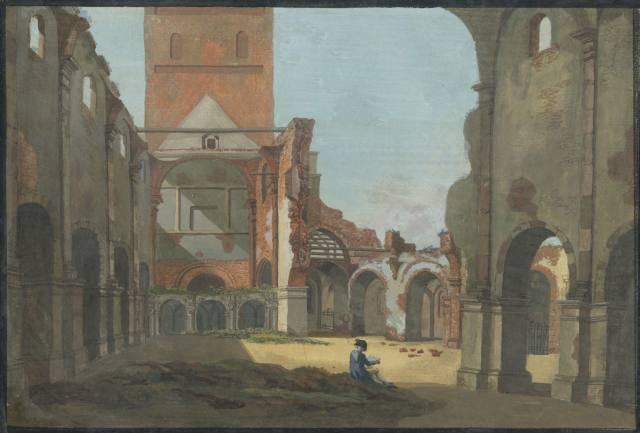
Ruiny kolegiaty na gwaszu Karola Albertiego z 1798 roku

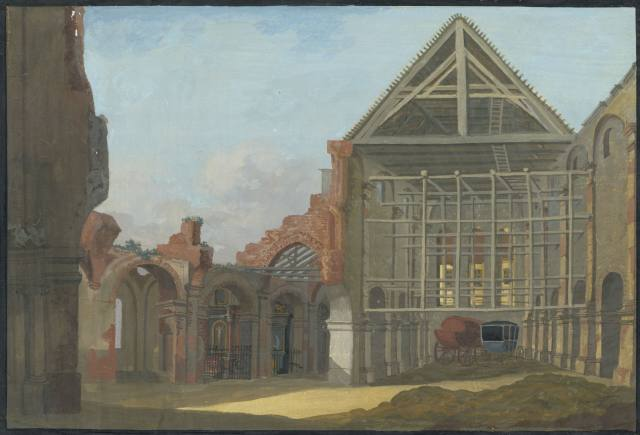
Ruiny kolegiaty na gwaszu Karola Albertiego z 1798 roku

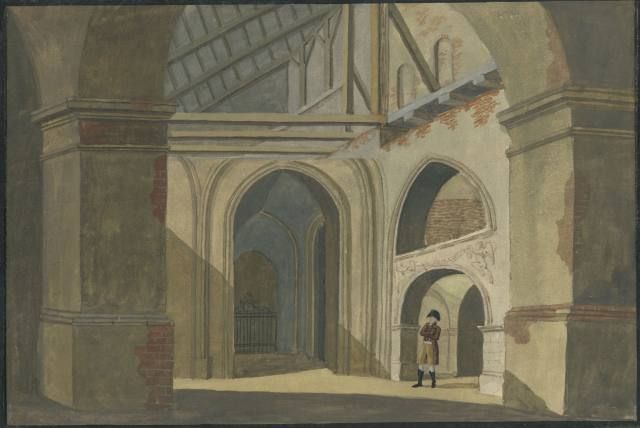
Ruiny kolegiaty na gwaszu Karola Albertiego z 1798 roku

Kolegiata św. Marii Magdaleny w Poznaniu – niezachowany gotycki kościół w Poznaniu. Był to jeden z największych kościołów w Polsce, którego ponad 100-metrowa wieża przez wiele stuleci stanowiła jeden z symboli miasta. Później, w jego miejscu powstał plac Kolegiacki, zaś funkcję i patronkę świątyni przejął stojący w bezpośrednim sąsiedztwie kościół pojezuicki.

## Historia
W 1252, w związku z planami przeniesienia Poznania na lewy brzeg Warty, biskup wraz z poznańską kapitułą wyrazili zgodę na erekcję nowego kościoła, nad którym patronat mieliby sprawować właśnie biskup i dostojnicy diecezji. Zezwolenie to zostało potwierdzone w przywileju lokacyjnym z 1253. W tym też roku, zgodnie z zapisami w Annales Posnanienses z XV wieku, miała się odbyć erekcja parafii farnej wydzielonej z parafii św. Marcina, jednak uważana za bardziej wiarygodną Kronika wielkopolska przesuwa tę datę do roku 1263 lub 1262. Jedna z ostatnich dat wydaje się właściwą, gdyż wystawienie dokumentu lokacyjnego wyprzedziło o kilka lat zarówno założenie miasta, jak i budowę świątyni. Nie dano jej jednak tak popularnego w wielu miastach wezwania Najświętszej Marii Panny, gdyż posiadał je już kościół kolegiacki na Ostrowie Tumskim. Początkowo patronat nad kościołem pełniła kapituła katedralna, która po 20 latach przekazała go monarsze.
Kolejnymi opiekunami fary, w 1282, zostały dominikanki. Znamy również dwie daty, w których kościół poddano znacznym pracom budowlanym. Były to lata 1388 i 1442, jednak już w 1447, podczas wielkiego pożaru Poznania, kościół został zniszczony. Wówczas opiekę nad farą i finansowanie jej odbudowy przejął osobiście król Kazimierz Jagiellończyk, który jednocześnie odebrał patronat dominikankom. Odbudowany kościół ponownie otwarto w 1470, a dekretem biskupa Andrzeja Bnińskiego z 29 kwietnia tegoż roku przy kościele powołano dziekanię. Rok potem, 5 lipca 1471, nadano mu godność kolegiaty oraz kapituły z liczbą nie ponad czternastu członków, w tym proboszcza, dziekana, kustosza i kantora. W pierwszej połowie XVI w. niektórzy kaznodzieje propagowali poglądy reformacyjne, m.in. ks. Andrzej Samuel. W 1555 Zygmunt August przekazał patronat nad kościołem magistratowi Poznania.
10 lipca 1657 roku wojska szwedzkie podpaliły kościół. W pożarze spłonęło wnętrze, remont po tym wydarzeniu zakończył się w 1661. Gotycki korpus świątyni przetrwał w niemal niezmienionym stanie do 3 czerwca 1773, kiedy to uderzenie pioruna wywołało pożar, który niemal doszczętnie strawił kolegiatę. Następnie podczas próby odbudowy, 18 września 1777, zapadł się jeden z filarów, doprowadzając do zawalenia się sklepienia. To co pozostało strawił kolejny pożar w 1780. Wówczas parafia farna przejęła kościół po kasowanym zakonie jezuitów, odstępując od remontu zrujnowanej kolegiaty. Rząd pruski sprzeciwił się odbudowie świątyni, w związku z czym jej pozostałości rozebrano w 1802.

## Architektura
Nie mamy żadnej pewnej wiedzy na temat tego jak wyglądała fara w 2 poł. XIII i 1 poł. XIV w, uznać jednak trzeba, że zasadniczy kształt nadano kolegiacie w czasie przebudowy w 1388 oraz 1470 roku. Przekazy ikonograficzne (między innymi z 1618, 1658 i 1746) ukazują kolegiatę jako trójnawową, siedmioprzęsłową, beztranseptową bazylikę z czworoboczną wysoką wieżą przylegającą do kościoła od zachodu w linii nawy głównej, nawiązującą swą formą do XIV-wiecznej gotyckiej architektury sakralnej na Śląsku. Trójbocznie zamknięty od wschodu chór nie był wyodrębniony – nawa główna płynnie weń przechodziła, zaś nawy boczne od wschodu kończyła prosta ściana. Trójboczne zamknięcie chórowe i poprzedzające je przęsło nakryte były wspólnym sklepieniem. Opisana powyżej forma budowli datowana jest przez specjalistów na 2 poł. XIV w. i wiązana z wpływami śląskimi w ówczesnym budownictwie wielkopolskim. Do każdego z przęseł naw bocznych przylegała kaplica (powstawały przez cały okres funkcjonowania kościoła z fundacji bogatych rodzin patrycjuszowskich). Kaplice, wraz z nawami bocznymi, były nakryte wspólnymi dachami pulpitowymi, które kryły jednocześnie łuki przyporowe przerzucone ponad sklepieniami naw bocznych, a wspierające wyniesione wyżej ściany nawy głównej. Wieża zachodnia zwieńczona była iglicą hełmu przewiązanego w połowie koroną  z czterema iglicami w narożnikach. Formę tę naśladowano przy konstruowaniu hełmów wież katedry poznańskiej. Po spaleniu kolegiaty przez Szwedów 10 lipca 1657 roku, kościół odbudowano już w stylu barokowym. Wieża otrzymała nowy hełm z przezroczem między częścią dolną a iglicą, a w licu nawy północnej pojawił się wysunięty reprezentacyjny przedsionek lub kruchta, ujęty portalem z kolumnami i zwieńczony tympanonem. Forma przetrwała do lat 70. XVIII wieku, choć ze zmianami stylistycznymi. W 1773 r. w wieżę kolegiaty uderzył piorun, doprowadzając do pożaru, który doszczętnie strawił wnętrze świątyni. Ruiny fary udokumentował, podczas swojej podróży przez Poznań latem 1798 roku, Karol Alberti.   
Zachowały się również wymiary kolegiaty 115 łokci (około 70 m) długości i 70 łokci (około 42 m) szerokości. Wysokość nawy głównej wynosiła około 30 m. Wieżę o wysokości około 100 m wieńczył hełm z iglicą, łącznie 114,80 m (wysokość ta dotyczy stanu sprzed rozbiórki w 1802 r.).
W kolegiacie znajdowały się 52 ołtarze.
Dwupoziomowe kaplice (zatem ich łączna liczba w rzeczywistości wynosiła około 27) fundowane były przez miasto, cechy, stowarzyszenia religijne i prywatnych darczyńców. Wśród nich znane są:
- kaplica Tylona Groczenowa (wymieniona w 1399)
- kaplica Wojtka „Bogatego” z 1425
- kaplica miejska – znajdowała się przy wejściu południowym
- kaplica Bractwa Matki Boskiej
- kaplica Bractwa Kuśnierzy
- kaplica ufundowana przez Wojciecha Zajączkowskiego z ołtarzem św. Marii Magdaleny
- kaplica kupców poznańskich – nad zakrystią kościelną. Kaplica ta pełniła funkcję biblioteki
- kaplicę Struchellonów-Ponieckich-Morsztynów, później przejęta przez Naramowskich,
- kaplica peteradoniawska – potem zwana heltowską (od możnego rodu Heltonów zwanych też Heltami)
- kaplica Groffonów – przejmowana kolejno przez Ungrów, Gieców, Gentczonów, Wojciechowskich, Hynczonów
- kaplica Grodzickich
- kaplica winklerowska (od rodu Winklerów)
- kaplica Reszków
- kaplica Wniebowzięcia Najświętszej Marii Panny – jedna z najstarszych, ołtarz w niej ufundował biskup Andrzej Bniński
- kaplica adoniawska (od rodu Adów)
- kaplica mazurowska

W kolegiacie poza możnymi ze szlacheckich rodów Tomickich, Rozdrażewskich, Przyjemskich, Magnuszewskich i innych pochowani zostali przedstawiciele patrycjatu poznańskiego, a także dostojnicy kościelni związani z kolegiatą nie tylko przedstawiciele elity władzy miejskiej, ale również i władz kościelnych: prałaci i kanonicy kolegiaccy. Najbardziej znaną osobą pochowaną w kościele był Józef Struś, któremu w 1560 r. Rada Miejska  Poznania przyznała miejsce pogrzebowe pod ołtarzem św. Katarzyny.

## Badania archeologiczne
W latach 1996-1998 na placu, zajmowanym niegdyś przez kościół, badania archeologiczne prowadziło Muzeum Archeologiczne w Poznaniu. Ustalono wtedy, że obszar zajęty przez partię wschodnią kościoła (prezbiterium) został w znacznym stopniu zniszczony usytuowaniem w tym miejscu w 1944 roku zbiornika przeciwpożarowego. Kolejne prace wykopaliskowe na Placu Kolegiackim prowadzone były przez Wydział Archeologii Uniwersytetu im. Adama Mickiewicza w Poznaniu w latach 2016-2021. W trakcie pięciu sezonów badań odkryto liczne fragmenty murów i krypt, fragmenty ogrodzenia kościoła, kruchty wejściowej i średniowiecznych posadzek. Znaleziono fragmenty tynków i drobinki spiżowe pochodzące z dzwonów. Ponadto archeolodzy odkryli także ponad 1600 pochówków pochodzących z całego okresu funkcjonowania kościoła farnego. Pochówki te obrazują przekrój poznańskich elit od XIII do XVIII wieku. Tak jak w przypadku innych średniowiecznych cmentarzy przy- i wewnątrzkościelnych, również ten był wielowarstwowy, z pochówkami usytuowanymi pod posadzką świątyni, zarówno w prezbiterium, jak i w nawach głównej i bocznych, a także w kryptach i wokół kościoła. Część odnalezionych szczątków pochowano ponownie w obecnej farze.  Ponadto pozyskano łącznie ponad 18.000 przedmiotów z różnych epok. Zmarli grzebani w obrębie kościoła farnego posiadali bardzo skromne wyposażenie. Do znajdowanych przez archeologów przedmiotów należały przede wszystkim aplikacje trumienne, nieliczne fragmenty różańców, medaliki brązowe i krzyżyki lub karawaki, pierścionki, monety, a także sprzączki do pasa. Cennym artefaktem był medalion z modlitwą do św. Agaty.

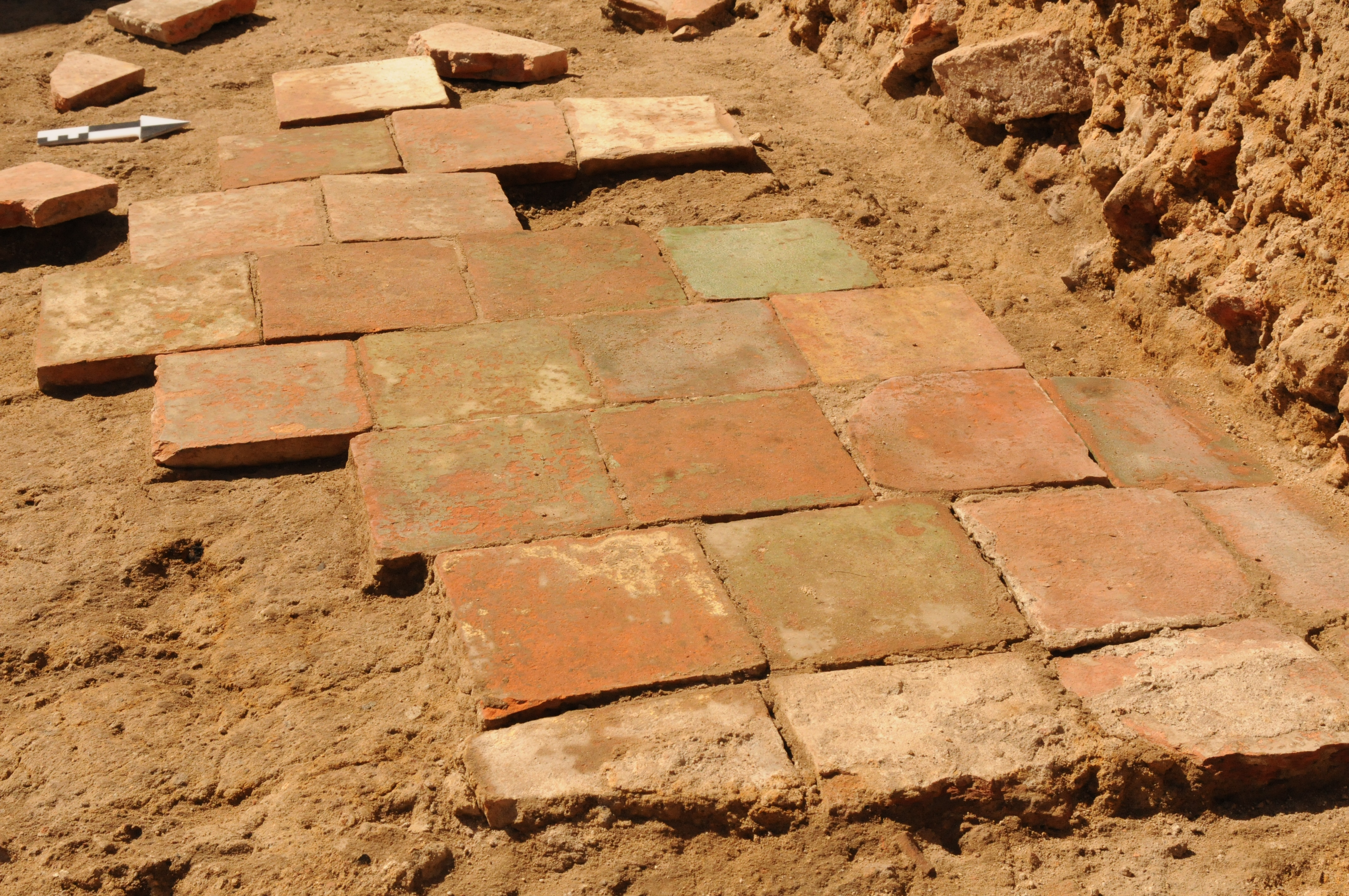
Fragment posadzki z kościoła św. Marii Magdaleny odkryty podczas wykopalisk archeologicznych.

## Pozostałości
Z wyposażenia kolegiaty do naszych czasów dotrwała rzeźba Chrystusa Bolejącego wykonana około 1430, która obecnie znajduje się w kaplicy Świętych Męczenników Jezuickich w dzisiejszej farze.
Z pierwszej fary pochodzi również serce dzwonu, które przez wiele lat znajdowało się (częściowo wbite w ziemię) przy bramie wjazdowej do kolegium jezuickiego. Obecnie serce dzwonu prezentowane jest wraz z reliktami architektonicznym kościoła św. Marii Magdaleny na ekspozycji pod szklaną płytą na Placu Kolegiackim w Poznaniu. 